# 医学湖 (华盛顿州)
医学湖（英語：Medical Lake）是美国华盛顿州斯波坎县下属的一座城市。根据 2000年美国人口普查，该市有人口3,758人。根据2010年美国人口普查，该市有人口5,060人。而2011年估计该市有4,940人。